# Grenadyna

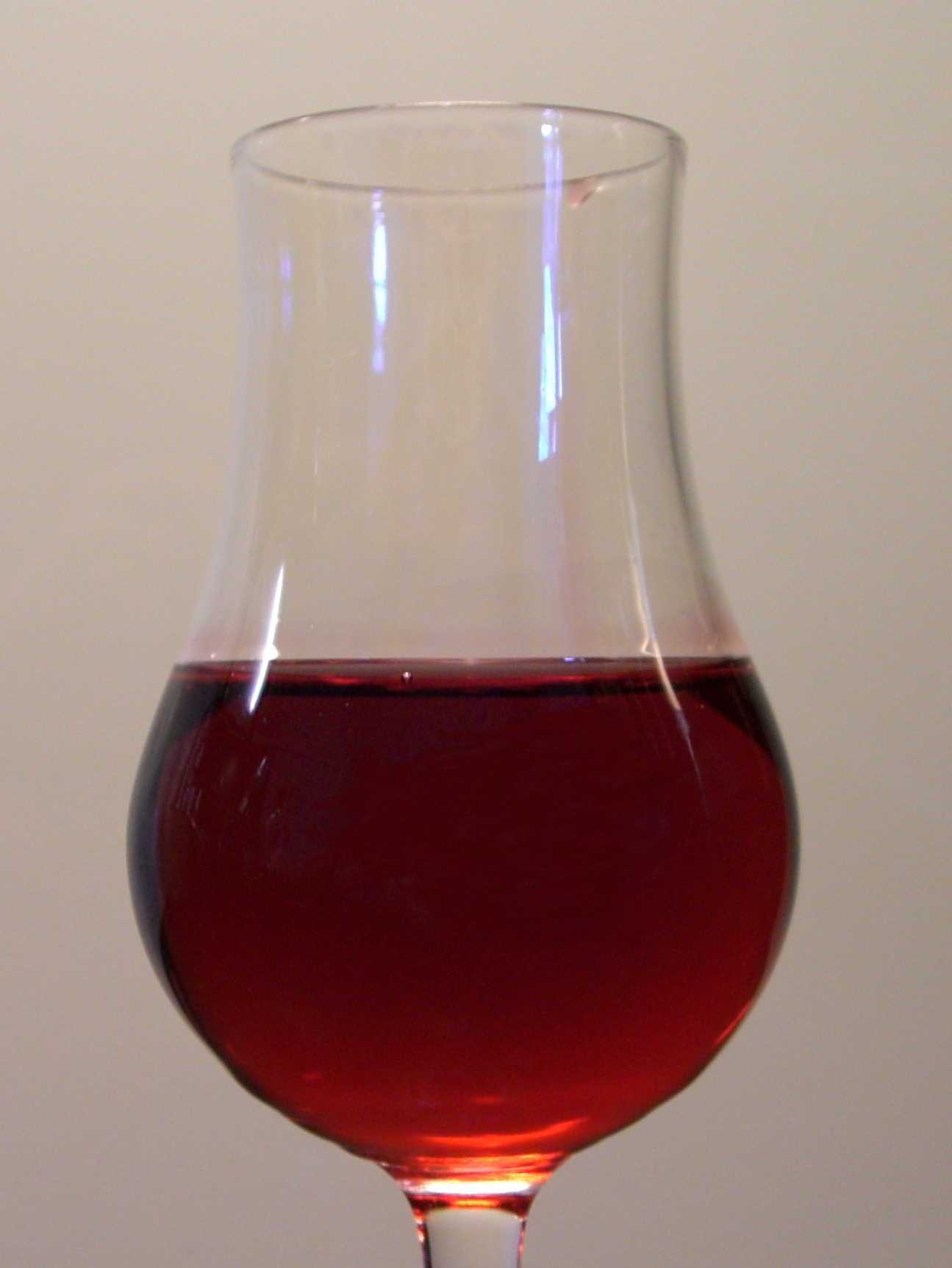
Grenadyna

Grenadyna – syrop z owocu granatu, używany często jako składnik koktajli (alkoholowych i bezalkoholowych).
Ze względu na dużą gęstość i ciężar właściwy, grenadyna osiada na dnie szklanki, co pozwala na przygotowanie koktajli wielokolorowych. Grenadyna jest niezbędna do przygotowania jednej z wersji koktajlu Tequila Sunrise.
Dolewanie grenadyny do herbaty jest popularne na południu Europy.